# Контргамбит Фалькбеера
Контргамбит Фалькбеера (королевский контргамбит) — шахматный дебют, вариант королевского гамбита, начинающийся ходами: 

1. e2-e4 e7-e5

2. f2-f4 d7-d5
Относится к открытым началам. Предложен Э. Фалькбеером в середине XIX, однако ход 2. …d7-d5 был известен ещё Д.Греко (см. раздел «Примерная партия»).
Основная трактовка — атака центра белых с целью его ослабления или препятствия дальнейшему развитию сил соперника.
Контргамбит Фалькбеера — разновидность отказанного королевского гамбита. Основное продолжение за белых: 3.e4:d5 с вариантами 

А. 3. … e5-е4 (продолжение Э. Фалькбеера; затрудняя развитие белых) 4.d3 (4.Сb5 + с6 5.dc К:с6 6.d3 Kf6 7.Кс3 Cf5 или 4.Кс3 Kf6 5.Фе2 Cf5 с острой игрой) 4. … Kf6 5.Kd2 [ход Кереса, раньше встречалось 5.de К:е4 6.Kf3 Сс5 7.Фе2 Cf5! 8.Кс3 Фе7 9.Се3 С:е3 10.Ф:е3 К:с3 11.Ф:е7+ Кр: е7 12.bc Ce4 13.с4 С:f3 14.gf Kd7=; если 5.Кс3 Сb4 6.Cd2, то 6. … е3!? (Морфи) или 5.Фе2 Cg4 6.Фе3 Сb4+ 7.с3 0—0 — в обоих случаях с атакой у чёрных] 5. … ed (к неясным осложнениям ведёт 5. … Cf5 6.de К:е4 7.Kgf3 Cb4 или 7.Фе2 Сb4 8.с3 0—0 — Эстрин) 6.С:d3 К:d5 7.Фе2+ Се7 8.Ке4 0—0=; 

Б. 3. … c7-с6 (см. Контргамбит Нимцовича) 4.Кс3! ef 5.Kf3 Kf6 6.d4 К:d5 7.К:d5 Ф:d5 8.С:f4 Фе4+ 9.Фе2±.
Ход 3. … e5-f4 при 4.Кg1-f3 приводит к гамбиту коня.
Примерно к равной игре ведёт: 3.Kf3 de 4.К:е5 Kd7 5.d4 ed 6.К:d3 Kgf6 7.Кс3 Кb6 или 5.d4 ed 6.С:d3 Kgf6 7.0-0 Cc5+
Ход 3. fe?? является серьёзной ошибкой: черные сразу получают выигранную позицию после 3… Фh4+ 4.g3 (или 4. Крe2) Ф:e4+ 5. Крf2 Сс5+ (Риго — Куппер, XXI Олимпиада, Ницца, 1974)

## Примерная партия
Джоакино Греко — NN, 1620
1. e2-e4 e7-e5 2. f2-f4 d7-d5 3. e4:d5 Фd8:d5 4. Кb1-c3 Фd5-e6 5. Кg1-f3 e5:f4+ 6. Kрe1-f2 Сf8-c5+ 7. d2-d4 Сc5-d6 8. Сf1-b5+ Kрe8-f8 9. Лh1-e1 Фe6-f5 10. Лe1-e8x